# Nadhim Zahawi
Nadhim Zahawi (arabsky ناظم الزهاوي‎, Názim az-Zaháwí; * 2. června 1967 Bagdád) je britský politik iráckého původu, který v letech 2018–2023 zastával různé ministerské funkce pod vedením předsedů vlád Theresy Mayové, Borise Johnsona, Liz Trussové a Rishiho Sunaka. Naposledy působil jako předseda Konzervativní strany a ministr bez portfeje od 25. října 2022, dokud nebyl 29. ledna 2023 Sunakem odvolán. Je členem Konzervativní strany, v roce 2010 se stal členem parlamentu za Stratford nad Avonou.
Zahawi se narodil v Bagdádu v kurdské rodině a byl spoluzakladatelem mezinárodní společnosti YouGov, jejímž výkonným ředitelem byl do února 2010. Dříve působil jako chemický inženýr a do ledna 2018 působil jako ředitel pro strategii společnosti Gulf Keystone Petroleum. Po odchodu poslance Johna Maplese do důchodu byl ve volbách v roce 2010 zvolen členem parlamentu za Stratford nad Avonou.

## Mládí a vzdělání
Zahawi se narodil v iráckém Bagdádu v prominentní rodině z Chánaqínu. Jeho rodiče emigrovali do Spojeného království, když mu bylo devět let. Navštěvoval střední školu Holland Park School, poté přešel na Ibstock Place School a následně na King's College School. Vystudoval chemické inženýrství na University College London.
Jeho dědeček z otcovy strany byl Názim az-Zaháwí, guvernér Centrální banky Iráku a v letech 1959–1960 ministr obchodu.

## Politická kariéra

### Parlamentní státní podtajemník pro nasazení vakcín proti covidu-19
V listopadu 2020 se stal prvním parlamentním státním podtajemníkem pro nasazení vakcín proti covidu-19. V prosinci 2020 Zahawi uvedl, že během prvního týdne očkovacího programu bylo ve Spojeném království naočkováno více než 137 000 osob, což označil za „opravdu dobrý začátek“. Devadesátiletá žena ze Spojeného království se 8. prosince 2020 stala první osobou na světě, které byla podána vakcína společnosti Pfizer. Dne 14. února 2021 Zahawi uvedl, že ve Spojeném království dostalo první vakcínu nejméně 15 milionů lidí. V lednu 2022, poté, co tuto funkci opustil, byl Zahawi pozitivně testován na covid-19.
V únoru 2021 Zahawi uvedl, že se neplánuje zavedení očkovacích pasů pro cesty do zahraničí, a označil je za „diskriminační“. Uvedl, že lidé se mohou obrátit na svého lékaře, pokud potřebují k vycestování písemný doklad. V červenci 2021 vláda oznámila plány na zavedení domácích pasů od září jako podmínky pro vstup do nočních klubů a některých dalších míst s velkým počtem lidí.

### Předseda Konzervativní strany
Dne 25. října 2022 se Zahawi stal předsedou Konzervativní strany a ministrem bez portfeje poté, co se Rishi Sunak stal předsedou vlády.

## Vyznamenání a ocenění
Zahawi složil přísahu jako člen Soukromé rady Spojeného království 20. září 2021 na zámku Balmoral. To ho po dobu jeho členství opravňovalo k přídomku The Right Honourable.

## Osobní život
Zahawi se v roce 2004 oženil s Lanou. Má tři děti. Zahawi je vášnivý jezdec a skokan, se svou ženou vlastní a provozuje jezdeckou školu. Je členem soukromého klubu Soho House.

### Zákaz cestování do USA
Poté, co tehdejší americký prezident Donald Trump vydal výkonné nařízení č. 13769, které zakazovalo cestování z řady muslimských zemí, Zahawi oznámil, že ačkoli je britským občanem, nemůže do Spojených států vstoupit, protože se narodil v Iráku. Zákaz se týkal i jeho manželky. Podle zprávy v médiích to Zahawimu znemožnilo navštívit své děti, které v USA navštěvují univerzitu.